# Bocé
Bocé korábbi község Franciaország Loire mente régiójában, Maine-et-Loire megyében. 2016. január 1-jén nyolc másik korábbi községgel egyesült és Baugé-en-Anjou új község része lett.
Lakosainak száma 648 fő (2018. január 1.). Bocé Chartrené, Cuon, Le Guédeniau és Baugé-en-Anjou községekkel határos.

## Népesség
A település népességének változása:
| Lakosok száma | 547  | 520  | 492  | 480  | 501  | 571  | 609  | 624  | 680  | 648  |
|               | 1962 | 1968 | 1982 | 1990 | 1999 | 2008 | 2011 | 2013 | 2017 | 2018 |